# Deyrkube

Klosterruine

Deyrkube ܕܝܪ ܩܘܒܐ  ist ein von Aramäern (Suryoye, Suryani) bewohntes Dorf im Tur Abdin im Südosten der Türkei.

## Geschichte
Das Dorf war bereits in vorchristlicher Zeit besiedelt. Die Kirche St. Jakob wurde im 5. Jahrhundert erbaut und wird heute noch genutzt. Über die Herkunft des Dorfnamens gibt es zwei Theorien. Die eine besagt, dass sich Deyrkube aus den Wörtern Deyr (Deyro = Kloster) und kube (kubo = Höhe oder Gipfel) herleitet. Es kann aber auch sein, dass sich kubo von Jakob herleitet, daraus würde sich dann Deyro d Mor Jakub (also Kloster von St. Jakob) ergeben. Früher war St. Jakob ein Kloster.
Es gibt sechs Kirchen- und Klosterruinen in Deyrkube und weitere drei außerhalb. Es gibt auch ca. 80 Höhlen, die früher von den Menschen als Unterkunft genutzt wurden. Außerdem finden sich noch ca. 20 kleinere Dörfer in Deyrkube, die allesamt in Trümmern liegen. Im 14. Jahrhundert wurde das Kloster St. Jakob und viele andere Gebiete im Tur Abdin durch Timur Lenk zerstört. Deyrkube besteht aus dem Ort Deyrkube selbst und vier weiteren Bezirken, diese sind Serhafdana (Tipikke), Dayvana Jeri (Gofejore), Hirbenimi (Gundke Naahme) und Anuvalat (Galeta Maranke). Zurzeit leben noch 4 aramäische Familien in Deyrkube.